# Hemerobiella sinuata
Hemerobiella sinuata är en insektsart som beskrevs av Douglas E. Kimmins 1940. Hemerobiella sinuata ingår i släktet Hemerobiella och familjen florsländor. Inga underarter finns listade i Catalogue of Life.